# 성전환 제국

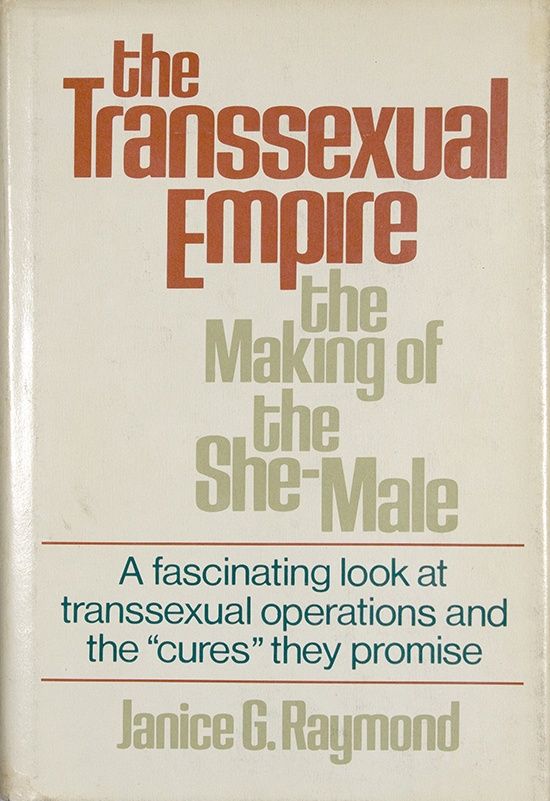
초판 표지

《성전환 제국: 여-남성의 탄생》(The Transsexual Empire: The Making of the She-Male)은 미국의 급진적 여성주의 운동가 재니스 레이먼드가 1979년에 내놓은 책이다.
레이먼드는 이 책에서 사회에서 성전환증의 역할에 대해 논하며, 성전환이 전통적 성역할을 강화시킨다고 주장했다. 또한 레이먼드는 신체적 정신적 양면으로 의료계가 성정체성을 의료화시킴으로써 호르몬 치료나 성전환 수술이 정상적인 치료법으로 받아들여지게 되었다고 말했다.
레이먼드는 성전환증이 "남성 어머니됨"의 "가부장적 미신"에 기반하고 있으며, "남성의 망상에 따른 여자를 만들어내는 것"이라고 했다. 레이먼드의 주장에 따르면 성전환이 이루어지는 까닭은 "여성주의자들의 정체성, 문화, 정치성, 성생활을 식민화하기 위한 것"이며, 그렇기에 "모든 성전환자들은 진짜 여성을 일개 물체로 격하시키고 자신들이 도용함으로써 여체를 강간한다."(원문 그대로의 표현)

## 같이 보기
- 여성주의와 성전환